# 塞爾維亞經濟
塞爾維亞經濟在2000年以後穩步發展。但在1992年到1995年期间，以塞爾維亞為主的南斯拉夫聯盟共和國曾經遭遇联合国制裁。在1999年北约的空袭中，塞尔维亚的許多交通及電力等基础设施遭遇严重破壞。这些因素导致在1990年代，塞尔维亚经济出现大幅倒退。目前塞尔维亚经济存在的主要问题包括非常高的失业率（2005年时达20%）和悬而未决的科索沃问题。
塞爾維亞在南斯拉夫時期是僅次於斯洛文尼亞和克羅地亞的地區，該國最大的城市貝爾格萊德在南斯拉夫時期已是首都。南斯拉夫在1990年代初分裂並爆發內戰，由米洛舍维奇領導的南斯拉夫聯邦遭受西方國家抵制，美國為首的北約組織更於1999年為支持科索沃獨立，大規模空襲南斯拉夫聯邦。在2000年10月米洛舍维奇下台后，塞爾維亞與歐盟成員國的關係改善，塞尔维亚经济出现了较快的增长（2006年经济成长率达到6.3%）。因其经济的快速成长，塞尔维亚被一些人称为“巴尔干之虎”。

## 數據
- 國民生產總值
  - US$77,800,000,000
- 產業比例
  - 農業：12.3%
  - 製造業：24.2%
  - 服務業：63.5%